# Kaha extrema
Kaha extrema är en insektsart som beskrevs av Frederick Arthur Godfrey Muir 1913. Kaha extrema ingår i släktet Kaha och familjen Derbidae. Inga underarter finns listade i Catalogue of Life.